# Arroyo del Tigre (Río Cuareim)
Der Arroyo del Tigre ist ein Fluss im Norden Uruguays.
Der nur wenige Kilometer lange Fluss entspringt auf dem Gebiet des Departamento Artigas. Von seiner Quelle fließt er parallel zum östlich gelegenen Arroyo Sepulturas nach Norden bis zu seiner Mündung als linksseitiger Nebenfluss in den Río Cuareim circa einen Kilometer flussaufwärts von Picada de Álvez.